# Маяк (Акмолинская область)
Маяк (каз. Маяк) — упраздненное село в Жаркаинском районе Акмолинской области Казахстана. В 2009 г. переведено в категорию иных поселений, включено в состав села Донское. Код КАТО — 115451205.

## География
Село располагалось в 50 км на северо-запад от центра района города Державинск. 

## Население
В 1989 году население села составляло 835 человек (из них русских 26%, казахов 20%).
В 1999 году население села составляло 235 человек (114 мужчин и 121 женщина). По данным переписи 2009 года, в селе проживали 4 человека (3 мужчины и 1 женщина).
| Численность населения | Численность населения | Численность населения |
| 1989                  | 1999                  | 2009                  |
| --------------------- | --------------------- | --------------------- |
| 835                   | ↘235                  | ↘4                    |